# Castelo Rauenstein
O Castelo de Rauenstein é um castelo da cidade de Pockau-Lengefeld, na Europa Central.

## História
O castelo é mencionado pela primeira vez em 1323, embora a partir de investigações arqueológicas é provável que ele tinha sido construído por volta de 1200.